# ABA liga 2011./12.
ABA liga 2011./12. je bilo jedanaesto izdanje ABA lige. Sudjelovalo je 14 klubova iz šest država, a prvak je prvi put postala momčad "Maccabi Electra" iz Tel Aviva.

## Sudionici
- Široki WWin, Široki Brijeg
- Budućnost VOLI, Podgorica
- Cedevita, Zagreb
- Cibona, Zagreb
- Zagreb Croatia osiguranje, Zagreb
- Maccabi Electra, Tel Aviv
- Helios, Domžale
- Zlatorog, Laško
- Union Olimpija, Ljubljana
- Krka, Novo Mesto
- Crvena zvezda DIVA, Beograd
- Partizan mt:s, Beograd
- Radnički, Kragujevac
- Hemofarm STADA, Vršac

## Rezultati

### Ljestvica
| mj  | klub                      | ut | pob | por | koševi    | bod |            |
| --- | ------------------------- | -- | --- | --- | --------- | --- | ---------- |
| 1.  | Maccabi Electra           | 26 | 24  | 2   | 2140:1741 | 50  | Final Four |
| 2.  | Cedevita                  | 26 | 19  | 7   | 2193:1927 | 45  | Final Four |
| 3.  | Partizan mt:s             | 26 | 19  | 7   | 2035:1806 | 45  | Final Four |
| 4.  | Budućnost VOLI            | 26 | 18  | 8   | 1884:1761 | 44  | Final Four |
| 5.  | Široki WWin               | 26 | 15  | 11  | 1960:1881 | 41  |            |
| 6.  | Union Olimpija            | 26 | 14  | 12  | 1941:1984 | 40  |            |
| 7.  | Cibona                    | 26 | 13  | 13  | 2099:2068 | 39  |            |
| 8.  | Radnički                  | 26 | 12  | 14  | 2106:2124 | 38  |            |
| 9.  | Zagreb Croatia osiguranje | 26 | 12  | 14  | 2007:2118 | 38  |            |
| 10. | Crvena zvezda DIVA        | 26 | 11  | 15  | 2074:2091 | 37  |            |
| 11. | Krka                      | 26 | 9   | 17  | 1893:1988 | 35  |            |
| 12. | Hemofarm STADA            | 26 | 7   | 19  | 1868:2076 | 33  |            |
| 13. | Helios                    | 26 | 7   | 19  | 1863:2134 | 33  |            |
| 14. | Zlatorog                  | 26 | 2   | 24  | 1688:2052 | 28  |            |

### Doigravanje
Final Four igran u Tel Avivu 28. – 30. tranja 2012.
| 1.klub          | rezultat      | 2.klub         |
| poluzavršnica   | poluzavršnica | poluzavršnica  |
| --------------- | ------------- | -------------- |
| Maccabi Electra | 82:60         | Budućnost VOLI |
| Cedevita        | 68:56         | Partizan mt:s  |
|                 |               |                |
| završnica       |               |                |
| Maccabi Electra | 87:77         | Cedevita       |